# Theodore McCarrick
Theodore Edgar McCarrick, född 7 juli 1930 i New York, död 3 april 2025 i Dittmer, Missouri, var en amerikansk romersk-katolsk ärkebiskop (senare emeritus) och kardinal (2001–2018). Han var ärkebiskop av Newark från 1986 till 2000 och ärkebiskop av Washington från 2000 till 2006. McCarrick avgick som kardinal i juli 2018 efter anklagelser om omfattande sexuella övergrepp.
Vatikanen meddelade den 16 februari 2019 att påve Franciskus beslutat att laicera McCarrick. Detta innebär att McCarrick numera är att betrakta som lekman och att "han förbjuds att utföra några som helst uppdrag som präst i den katolska kyrkan." Enligt kongregationen för trosläran gjorde McCarrick sig skyldig till sexuella övergrepp på såväl minderåriga som vuxna personer.

## Biografi
Theodore McCarrick prästvigdes 1958. Han studerade vid Catholic University of America, där han blev doktor i sociologi.
I maj 1977 utnämndes McCarrick till titulärbiskop av Rusibisir och hjälpbiskop av New York. Han biskopsvigdes av kardinal Terence Cooke den 29 juni samma år. År 1981 installerades han som biskop av Metuchen och fem år senare som ärkebiskop av Newark. År 2000 efterträdde han James Aloysius Hickey som ärkebiskop av Washington.
Den 21 februari 2001 upphöjde påve Johannes Paulus II McCarrick till kardinalpräst med Santi Nereo e Achilleo som titelkyrka. McCarrick deltog i konklaven 2005, vilken valde Benedikt XVI till ny påve.
År 2018 riktades det anklagelser mot McCarrick att han under sin tid som biskop av Metuchen (1981–1986) och ärkebiskop av Newark (1986–2000) skulle ha utnyttjat prästseminarister och minst en ministrant sexuellt. Den 28 juli 2018 accepterade påve Franciskus McCarricks avskedsansökan från kardinalkollegiet.

## Ärkebiskop Viganòs vittnesmål
Den 25 augusti 2018 publicerade ärkebiskop Carlo Maria Viganò, apostolisk nuntie i USA åren 2011–2016, i National Catholic Register en elva sidor lång redogörelse för hur Vatikanen vid upprepade tillfällen hade varnats beträffande McCarricks beteende.
Enligt Viganò hade ärkebiskop Gabriel Montalvo Higuera, apostolisk nuntie i USA åren 1998–2005, redan år 2000 informerat Vatikanen om McCarricks "allvarligt omoraliska beteende gentemot seminarister och präster". Senare hade Montalvos efterträdare som nuntie, ärkebiskop Pietro Sambi, även upplyst Vatikanen om McCarrick. År 2006, då Viganò tjänstgjorde i Vatikanen, författade han ett eget memorandum angående McCarrick, men detta ignorerades.
Enligt Viganòs brev visste påve Franciskus åtminstone från den 23 juni 2013 att McCarrick var en "serial predator", det vill säga att denne vid upprepade tillfällen hade sexuellt utnyttjat unga män och pojkar.